# NGC 6829
NGC 6829 ist eine Spiralgalaxie vom Hubble-Typ Sb im Sternbild Drache am Nordsternhimmel. Sie ist schätzungsweise 157 Millionen Lichtjahre von der Milchstraße entfernt.
Das Objekt wurde am 3. September 1886 von dem Astronomen Lewis Swift entdeckt und später von Johan Dreyer in seinen New General Catalogue aufgenommen.